# Ville augmentée
 (novembre 2010).
- Si vous ne connaissez pas le sujet, laissez ce bandeau (vous pouvez alors contacter les auteurs).
- Si vous supprimez le contenu mis en cause (vous pouvez préalablement contacter les auteurs),

argumentez précisément cette suppression dans la page de discussion
(un manque de référence n'est pas un argument ; une recherche réelle de référence doit avoir été effectuée, être formellement documentée).
La ville augmentée désigne le croisement de la ville et des technologies de l'information en référence à la notion de réalité augmentée.
La ville contemporaine est parcourue de multiples réseaux et de flux numériques dont font partie entre autres la téléphonie mobile, les réseaux internet sans fil, et les caméras de surveillance, qui impliquent les habitants et les personnes qui se déplacent, les opérateurs privés, et les acteurs de la gestion urbaine. Le concept émergent de ville augmentée désigne ce nouvel objet à l'intersection de la technologie et de la ville dont les potentialités sont immenses, à la fois pour le développement économique, pour celui des relations sociales, pour l'amélioration du bien-être des habitants et des voyageurs, mais aussi pour le contrôle social y compris dans ses dérives les plus inquiétantes, telles qu'elles ont été décrites par George Orwell dans son ouvrage d'anticipation 1984. 
Une des applications de la ville augmentée consiste à faire parvenir des messages publicitaires ciblés aux passants via leur terminal mobile lorsqu'il passent à proximité d'un commerce. Ou encore de prévenir l'automobiliste de la disponibilité de places dans un parking lorsqu'il passe à proximité.
Le concept de ville augmentée est voisin de celui de ville pervasive qui renvoie à l'omniprésence des réseaux numériques.